# Aceraius laevicollis
Aceraius laevicollis is een keversoort uit de familie Passalidae. De wetenschappelijke naam van de soort is voor het eerst geldig gepubliceerd in 1800 door Illiger.